# NGC 1251
NGC 1251 في الفهرس العام الجديد، هو نجم مزدوج، يقع في كوكبة قيطس. اكتشف في 25 يناير 1860.

## روابط خارجية
- NGC 1251 على موقع ويكي سكاي: DSS2, SDSS, GALEX, IRAS, Hydrogen α, X-Ray, Astrophoto, Sky Map, Articles and images